# Eleição municipal de Jacareí em 2012
A eleição municipal de Jacareí em 2012 aconteceu em 7 de outubro de 2012 para eleger um prefeito, um vice-prefeito e 13 vereadores no município de Jacareí, no Estado de São Paulo, no Brasil. O prefeito eleito foi Hamilton Ribeiro Mota, do PT, o qual foi reeleito, com 47,6% dos votos válidos, sendo vitorioso logo no primeiro turno em disputa com três adversários, Izaias Santana (PSDB), Adriano da Ótica (PPS) e Suzete (PSOL). O vice-prefeito eleito, na chapa de Hamilton Mota, foi Dr. Adel (PMDB). A vitória de Hamilton Mota manteve a sequência de administrações petistas na cidade, iniciada no ano de 2001, quando o atual deputado estadual Marco Aurélio de Souza foi eleito à prefeitura. A disputa para as 13 vagas na Câmara Municipal de Jacareí envolveu a participação de 182 candidatos. O candidato mais bem votado foi o debutante Maurício Haka, que obteve 2.437 votos (2,14% dos votos válidos).

## Antecedentes
Na eleição municipal de 2008, Hamilton Ribeiro Mota, do PT, foi eleito prefeito da cidade de Jacareí pela primeira vez com 55.319 votos (48,85% dos válidos) sob a coligação Avança Jacareí (PT - PSL - PCB - PPS - PC do B). Esse pleito foi marcado por obras realizadas por Mota, sendo elas: Lamartine (inaugurado em Maio de 2010) , Parque Santo Antonio (inaugurado em Abril de 2010), Jardim Paraíso (inaugurado em outubro de 2010), Jacareí (inaugurado em setembro de 2014), e Esperança (inaugurado em fevereiro de 2016).

## Eleitorado
Na eleição de 2012, estiveram aptos a votar 155.757 habitantes, de um total de 211.214.

## Candidatos
Foram quatro candidatos à prefeitura em 2012: Izaias Santana (PSDB), Adriano da Ótica (PPS) e Suzete (PSOL).
| Candidato(a)          | Vice             | Partido | Coligação                                                                     |
| --------------------- | ---------------- | ------- | ----------------------------------------------------------------------------- |
| Hamilton Ribeiro Mota | Dr. Adel         | PMDB    | "Mais por Jacareí" (PRB / PP / PDT / PT / PMDB / PTN / PR / PRTB / PTC / PSB) |
| Izaias Santana        | Patricia Juliani | PSDB    | "Melhor para Jacareí" (DEM / PSDC / PV / PSDB / PSD / PC do B)                |
| Adriano da Ótica      | Dr. Aurélio      | PPS     | "Jacareí merece melhor" (PPS / PSC / PTB)                                     |
| Suzete                | João Rosa        | PSOL    | "PSOL"                                                                        |

## Campanha
Além de utilizar o apoio do governo federal, Hamilton Ribeiro Mota durante suas campanhas destacou que, se eleito, daria enfase e uma maior atenção para a área de saúde. Em meio às propagandas, Mota afirmou ter a intenção de construir um Pronto-Socorro na cidade, para retirar o sobrepeso que recebe a Santa Casa, além da construção de centros de lazer e academias ao ar livre pelos bairros. Durante seu período de campanha, Hamilton Mota teve apoio dos seguintes partidos: PMDB, PTC, PRB, PSB, PDT, PR, PP, PTN e PRT.

## Resultados

### Prefeito
No dia 7 de outubro, Hamilton Mota foi reeleito com 47,63% dos votos válidos.
| Candidato(a)           | Vice                                               | 1º Turno 7 de outubro de 2012 | 1º Turno 7 de outubro de 2012 |
| Candidato(a)           | Vice                                               | Votação                       | Votação                       |
|                        |                                                    | Total                         | Porcentagem                   |
| ---------------------- | -------------------------------------------------- | ----------------------------- | ----------------------------- |
| Hamilton Mota (PT)     | Dr. Adel (PMDB)                                    | 54.203                        | 47,63%                        |
| Izaias Santana (PSDB)  | Patricia Juliani (PV)                              | 48.883                        | 42,96%                        |
| Adriano da Ótica (PPS) | Dr. Aurélio (Partido Trabalhista Brasileiro - PTB) | 8.738                         | 7,68%                         |
| Suzete (PSOL)          | João Rosa (PSOL)                                   | 1.969                         | 1,73%                         |
| Total de votos válidos | Total de votos válidos                             | 113.793                       | 88,76%                        |
| Votos em branco        | Votos em branco                                    | 6.809                         | 5,31%                         |
| Votos nulos            | Votos nulos                                        | 7.597                         | 5,93%                         |
| Total                  | Total                                              | 155.757                       | 100%                          |
| Abstenções             | Abstenções                                         | 27.558                        | 17,69%                        |
| Votos apurados         | Votos apurados                                     | 128.199                       | 100%                          |
| Total de eleitores     | Total de eleitores                                 | 155.757                       | 100%                          |

### Vereador
Dos treze (13) vereadores eleitos eram em 2012 da base de Hamilton Mota, pode-se notar que há exatamente doze (12) vereadores do sexo masculino e somente uma (1) vereadora do sexo feminino. O PT é o partido com o maior número de vereadores eleitos (4), seguido por PMDB, PSC, PSDB, DEM, PDT, PRB e PSD com um (1) cada, fora o PMDB com três (3).